# Lara Eckhardt
Lara Eckhardt (* 24. November 1996) ist eine deutsche Handballspielerin, die in der 2. Bundesliga für den VfL Waiblingen aufläuft.

## Karriere
In der Jugend spielte Eckhardt für den VTV Mundenheim und wechselte dann 2014 zu den Kurpfalz Bären. 2017 stieg sie mit der 2. Mannschaft in die 3. Liga auf und 2019 mit der 1. Mannschaft in die 1. Bundesliga. Seit 2022 spielt sie für den VfL Waiblingen. Nachdem Eckhardt in der Saison 2022/23 für Waiblingen in der Bundesliga aufgelaufen war, trat sie anschließend mit dem Verein den Gang in die Zweitklassigkeit an.

## Privates
Sie hat Sportwissenschaften studiert.